# Georges Khodr
Georges Khodr (* 6. Juli 1923 in Tripoli, Libanon) war bis 2016 griechisch-orthodoxer Erzbischof in Byblos und Botrys (Mont-Liban).

## Leben
Georges Khodr wuchs im christlichen Viertel (arab.: Harat El Nasarah) von Tripoli auf. An der Université Saint-Joseph studierte er Jura. Im Jahre 1944 gründete er mit Freunden die Orthodoxe Jugendbewegung in Beirut. Im Jahre 1943 beteiligte er sich an Versammlungen für die Unabhängigkeit des Libanon und an der Demonstration in Beirut am 11. November 1943, die von französischen Truppen blutig aufgelöst wurde. Nach dem juristischen Examen im Jahre 1944 nahm er ein Theologiestudium am Institut de Théologie Orthodoxe Saint-Serge in Paris auf, das er 1952 abschloss. Er wurde im Dezember 1954 zum Priester geweiht und war Gemeindepfarrer in Tripoli, bis er im Februar 1970 zum Bischof gewählt wurde. Er war zudem Professor für Arabische Kultur an der Libanesischen Universität und Professor für Pastoraltheologie am Theologischen Seminar St. Johannes von Damaskus der Universität Balamand. 
Khodr war engagiert in der ökumenischen Bewegung und im Dialog mit dem Islam. Er schrieb eine wöchentliche Kolumne für die Tageszeitung An-Nahar.

## Ehrungen
Georges Khodr erhielt Ehrendoktorate des St. Vladimir’s Orthodox Theological Seminary in New York und im Jahre 1988 von der Fakultät für Protestantische Theologie in Paris. 2017 verlieh der libanesische Präsident ihm den Zedern-Orden.

## Schriften
- Le témoignage de la douceur évangélique face au déchaînement des violences. In: Foi chrétienne et pouvoirs des hommes. (= Le Supplément. Revue d’éthique et théologie morale) Nr. 162, Éd. du Cerf, Paris 1987
- Et si je disais les chemins de l’enfance. Éd. du Cerf, Paris 1997, ISBN 2-204-05692-8; ISBN 2-940042-09-8.
- Christianisme, judaïsme et islam. Fidélité et ouverture. 1999.
- Parole orthodoxe. Conversion – Au cœur de la foi – Communion ecclésiale – Prière et liturgie – Pâques. 2000.
- L’appel de l’Esprit. Église et société. Textes choisis et mis en forme par Maxime Egger. Éd. du Cerf, Paris 2001.